# 보풀 (식물)

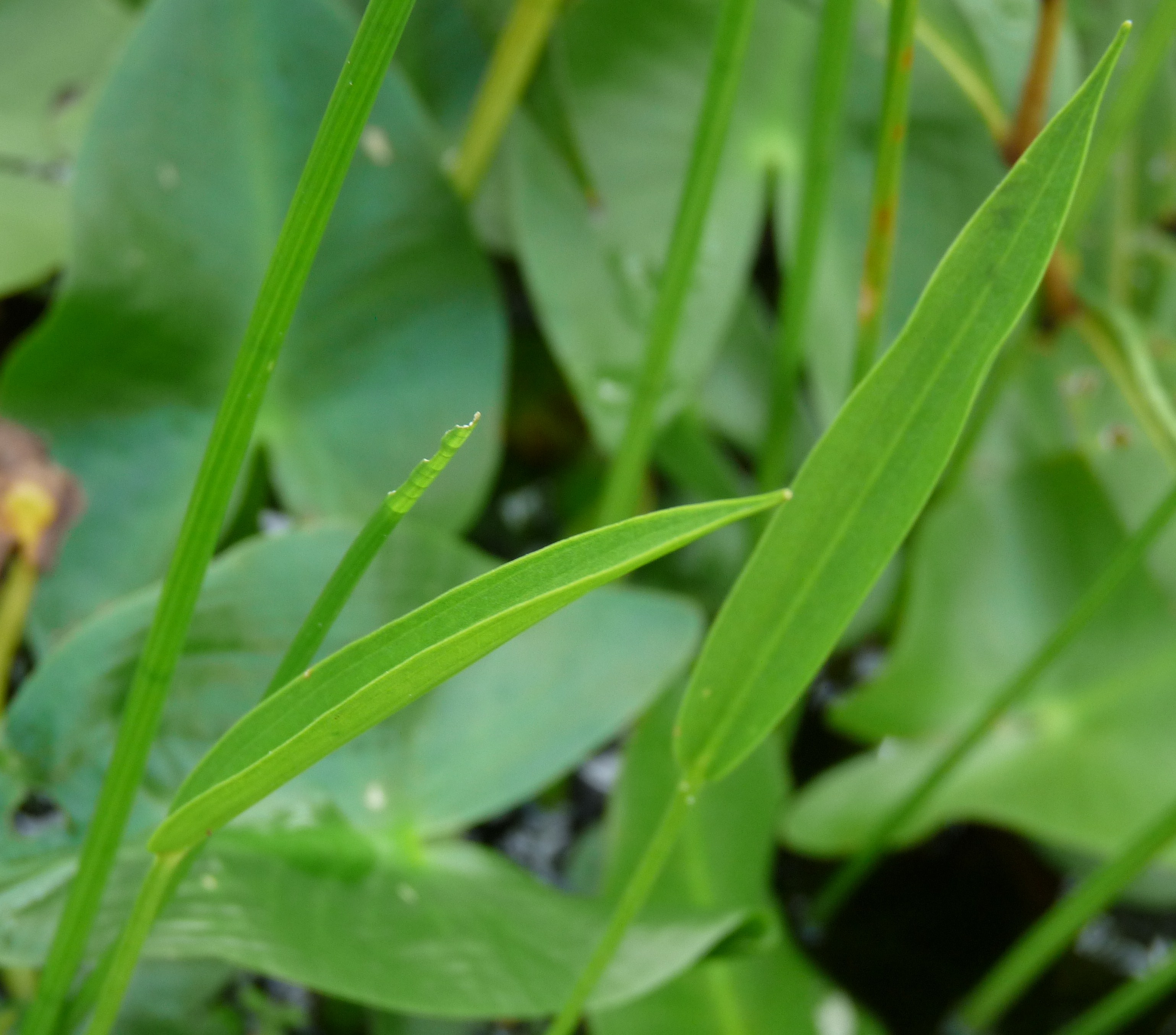

보풀은 택사과의 여러해살이풀로 학명은 Sagittaria aginashi이다.

## 특징
한국·일본 등지에 분포하는 여러해살이풀로 겉모양은 벗풀과 비슷하지만 옆으로 뻗는 줄기를 만들지 않고, 잎새의 양쪽 가장자리는 무디며, 가을 무렵 잎자루 밑부분의 안쪽에 달걀모양의 구슬 눈을 여러 개 만드는 것으로 구별할 수 있다. 잎은 화살촉 모양이고 어린잎은 긴타원형이다. 열매는 연녹색이며 날개와 부리가 있다. 종자·구슬눈으로 월동하고 주로 들판의 소택지에서 자생한다.